# Ampliador
Predefinição:Info/Fotografia
Ampliador é um aparelho que ilumina o negativo com luz concentrada e dirigida por lentes condensadoras colocadas entre a fonte de luz e o negativo.

## Processo de gravação da imagem
Essa luz projetada no papel fotosensivel é que calibra a intensidade com que as cores entram na foto, sensibilizando o papel que depois é revelado, ou seja passa por um processo químico em que a imagem se torna indelével.